# San Matteo e l'angelo (Campi)
San Matteo e l'angelo è un dipinto olio su tela realizzato da Vincenzo Campi nel 1588 e conservato nelle chiesa di San Francesco d'Assisi di Pavia.

## Storia
Il dipinto fu commissionato dalla famiglia Beccaria per decorare la cappella di cui avevano il diritto di giuspatronato nella chiesa pavese dedicata al santo d'Assisi. La cappella era stata intitolata a san Matteo apostolo solo del 1585 in onore di Matteo Beccaria, esponente della nobile famiglia morto nel 1547, vi era quindi il desiderio di poterla adornare con opere adducibili al santo apostolo. Già nel Seicento lo storico Luigi Pellegrini Scaramuccia lo aveva identificato come lavoro dei fratelli pittori cremonesi Campi, per essere poi indicato come opera di Vincenzo, il più giovane dei tre fratelli, da Roberto Longhi nel 1929 prima che ne venisse ritrovata la firma.
Il dipinto fu più volte esposto nelle mostre dedicate alle opere caravaggesche, sempre del Longhi, come uno dei lavori anticipanti le pitture del Merisi in particolare fu esposto alla mostra del 1951 di Milano a Palazzo Reale.

## Descrizione e stile
Il dipinto conserva la firma dell'artista: «VINCENTIUS CAMPUS CREMONENSIS FACIE|BAT|MDLXXXVIII».
Il soggetto è inserito in un contesto famigliare. L'angelo poggia i piedi delicatamente a terra e pare entrato nella stanza con una folata di vento che improvvisamente ha avvolto la stanza aprendo le ante superiori della grande finestra dai vetri a tondelli, arrotolando anche le tende attorno alla grande colonna romanica posta accanto.
Il dipinto, anche se non molto conosciuto, è la massima ricerca delle realizzazioni naturalistiche di Vincenzo Campi, diventando uno dei primi esempi di pittura realistica eseguita in modo eticamente corretto e pulita da ogni strumentalizzazione. La cura dei particolari, rende l'opera particolarmente descrittiva, come i riflessi delle vetrate a tondelli che illuminano il grande mantello dorato del santo e i movimenti dell'angelo e che riprende i dipinti nordici proponendoli e dando all'opera un aspetto naturalistico.
I due protagonisti, san Matteo e l'angelo, sono uniti in un dialogo quasi intimo che trasforma anche l'angelo in un essere umano. Molti particolari dell'opera sono stati oggetti di studio e d'attenzione da parte del Merisi, in particolare i punti luce sulla colonna, e l'umanità dei due personaggi sacri che lo porteranno a quell'essere incompreso nelle sue opere, quando la chiesa romana era attratta e contemporaneamente respinta da questo atteggiamento tanto confidenziale con l'entità superiore non sempre accetto.